# 聖ペテロの涙 (エル・グレコ、サン・ディエゴ)
『聖ペテロの涙』（せいペテロのなみだ、西: Las lágrimas de san Pedro、英: The Tears of Saint Peter）、または『悔悛する聖ペテロ』（かいしゅんするせいペテロ、西: San Pedro penitente、英: Penitent Saint Peter）は、クレタ島出身のマニエリスム期スペインの巨匠エル・グレコが1590-1595年ごろ、キャンバス上に油彩で制作した絵画で、ギリシャ語で「δομήνικος θεοτοκóπουλος ε´ποíει. 」と署名されている。作品は1940年以来、サン・ディエゴ美術館に所蔵されている。ボウズ美術館蔵の『聖ペテロの涙』より遅く制作された同主題のヴァージョンで、ハロルド・ウェゼイのカタログ・レゾネ (総目録) で作品番号270、ティツィアーナ・フラーティ ( Tiziana Frati) のカタログ・レゾネでは作品番号64-bを与えられている。

## 作品
「マタイによる福音書」 (26:57-75)、「マルコによる福音書」 (14:53-72)、「ルカによる福音書」 (23:54-62) の記述によると、イエス・キリストがイスカリオテのユダに率いられた人々に捕えられると、ペテロはキリストの後に従い、大祭司カパヤの邸宅の中庭にまで入り込んだ。彼はそこで見つけられ、キリストの仲間だろうと責められるが、キリストとは無関係だと主張する。その後、ペテロは「鶏が鳴く前に三度私を知らないと言うであろう」という主の言葉を思い出して、悔悟のあまり激しく泣いた。

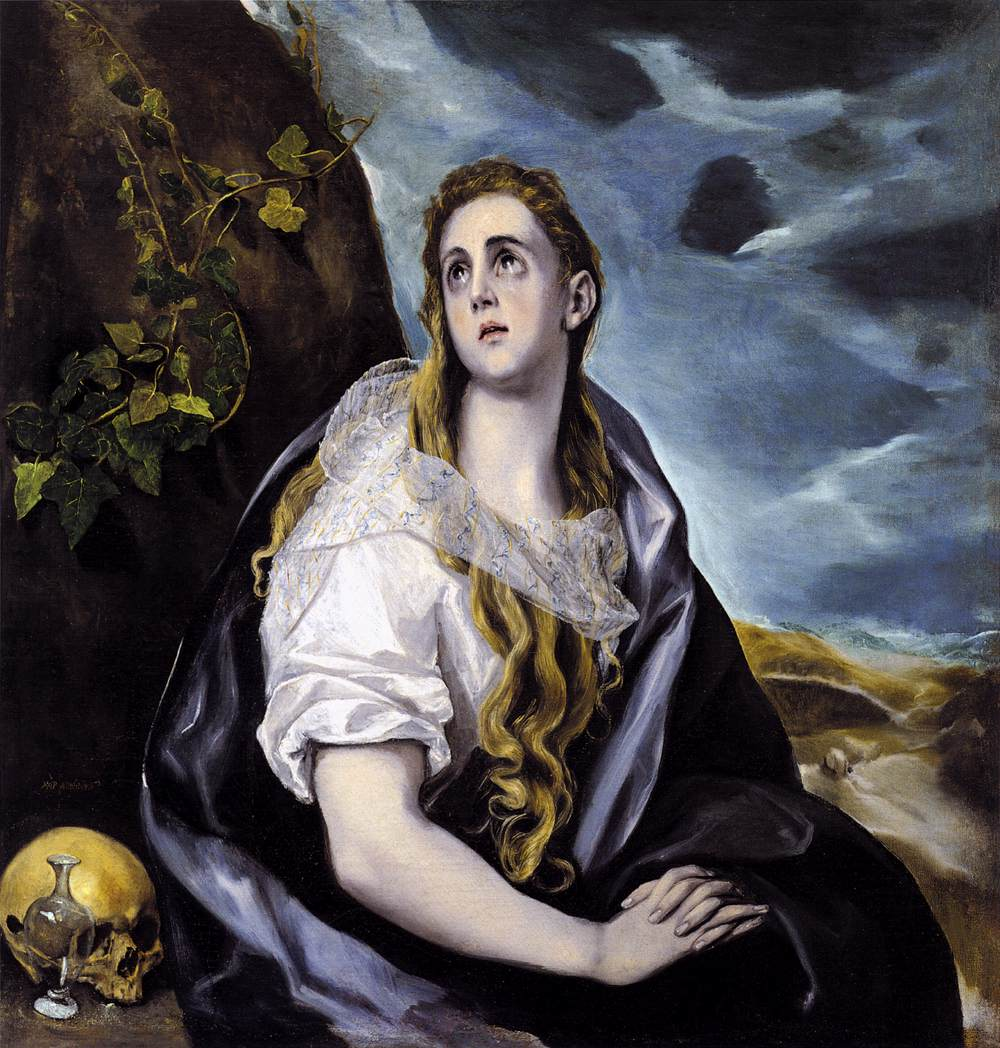
エル・グレコ『悔悛するマグダラのマリア』(1577-1580年ごろ)、ウースター (マサチューセッツ州)、米国

「悔悛する聖ペテロ」の主題が一般的になったのは16世紀末である。この背景には「悔悛するマグダラのマリア」と同様、当時、対抗宗教改革を推進したカトリック教会の強力な支持があったものと思われる。プロテスタントにとってペテロは主キリストを否んだ使徒に過ぎなかったが、カトリック教徒にとってはカトリック教会の初代教皇であった。そして、ペテロの悔悟の涙は、カトリック教会にとっては罪の許しを乞うための告解という秘蹟の1つの象徴となった。エル・グレコは、この主題を図像化した初めての画家である。
エル・グレコはスペインに渡ってから先行して描いた「悔悛するマグダラのマリア」と同じく、何度も「聖ペテロの涙 (悔悛する聖ペテロ)」を描いている。これらの作品には細部の相違と様式の違いはあっても、全体の構図とペテロの姿にはほとんど相違はない。すなわち、ペテロは画面中央で身体をやや左側に向け、激しい悔悟の念を象徴するかのように太い両手を握り合わせ、髭面の頬を涙に濡らし、目を大きく見開いて斜めに天を見上げている。「マグダラのマリア」の場合と同じく、背後には崖があり、ツタが描かれている。ツタには多くの宗教的意味があるが、常緑であるところから死後の魂の永遠性の象徴である。なお、本作も含め「聖ペテロの涙」のいずれの作品においても、崖の途切れるペテロの左背後遠くに、マグダラのマリアがキリストの墓を訪れ、キリストの遺体がないことを発見する (あるいは、マグダラのマリアがキリストの死をペテロに知らせようと急ぐ) 場面が描かれている。
エル・グレコは少なくとも6回「聖ペテロの涙」の絵画を描いており、それらはソウマヤ美術館、オスロ、ボウズ美術館、トレド美術館などに所蔵されている。それらの中で、最初期のボウズ美術館のヴァージョンは、本作を含めたほかのヴァージョンとは色彩や「天国の鍵」が描かれていないことなどの点で異なっている。

## エル・グレコの『聖ペテロの涙』

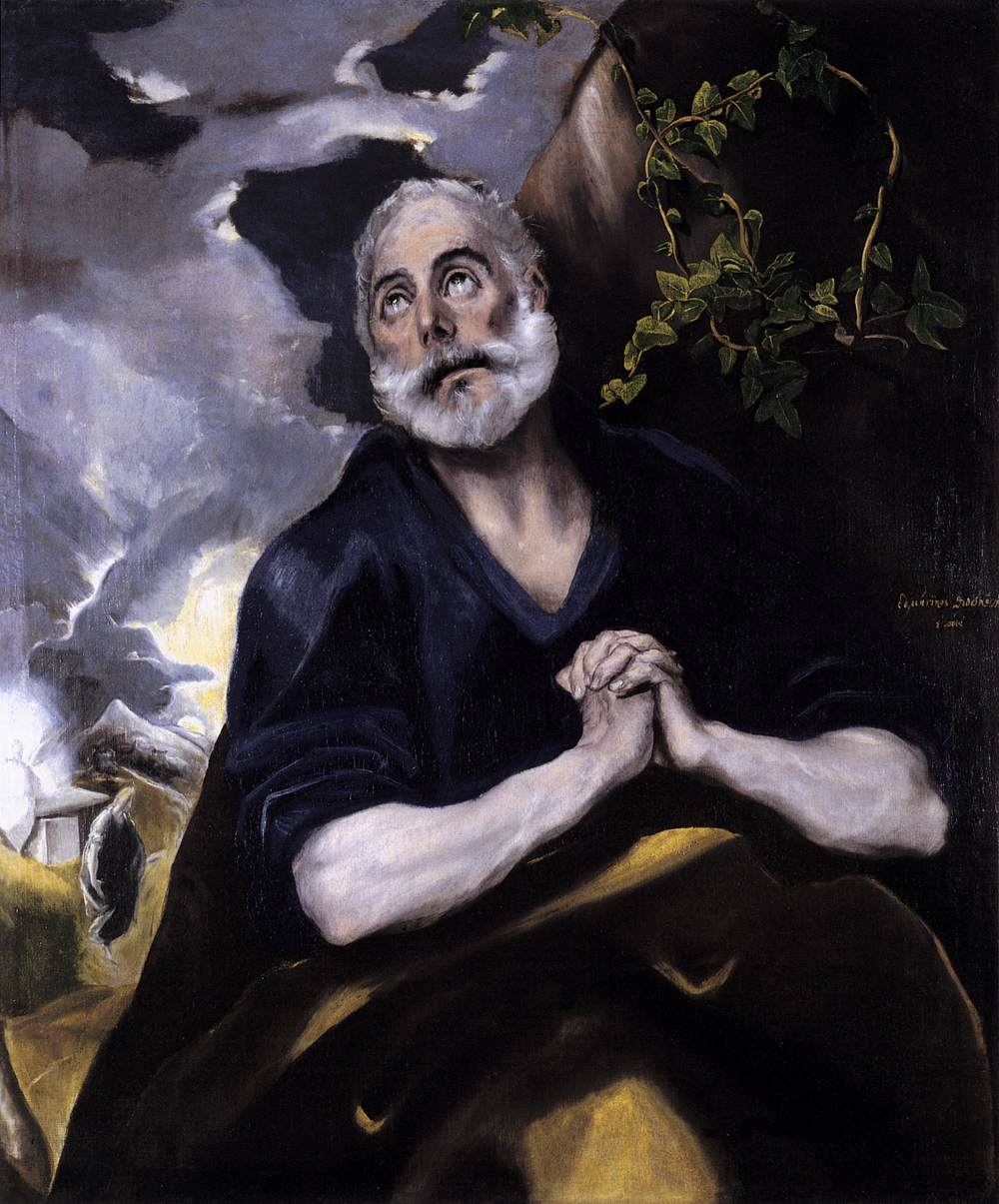
『聖ペテロの涙』（1580-1589年ごろ）ボウズ美術館（英語版）
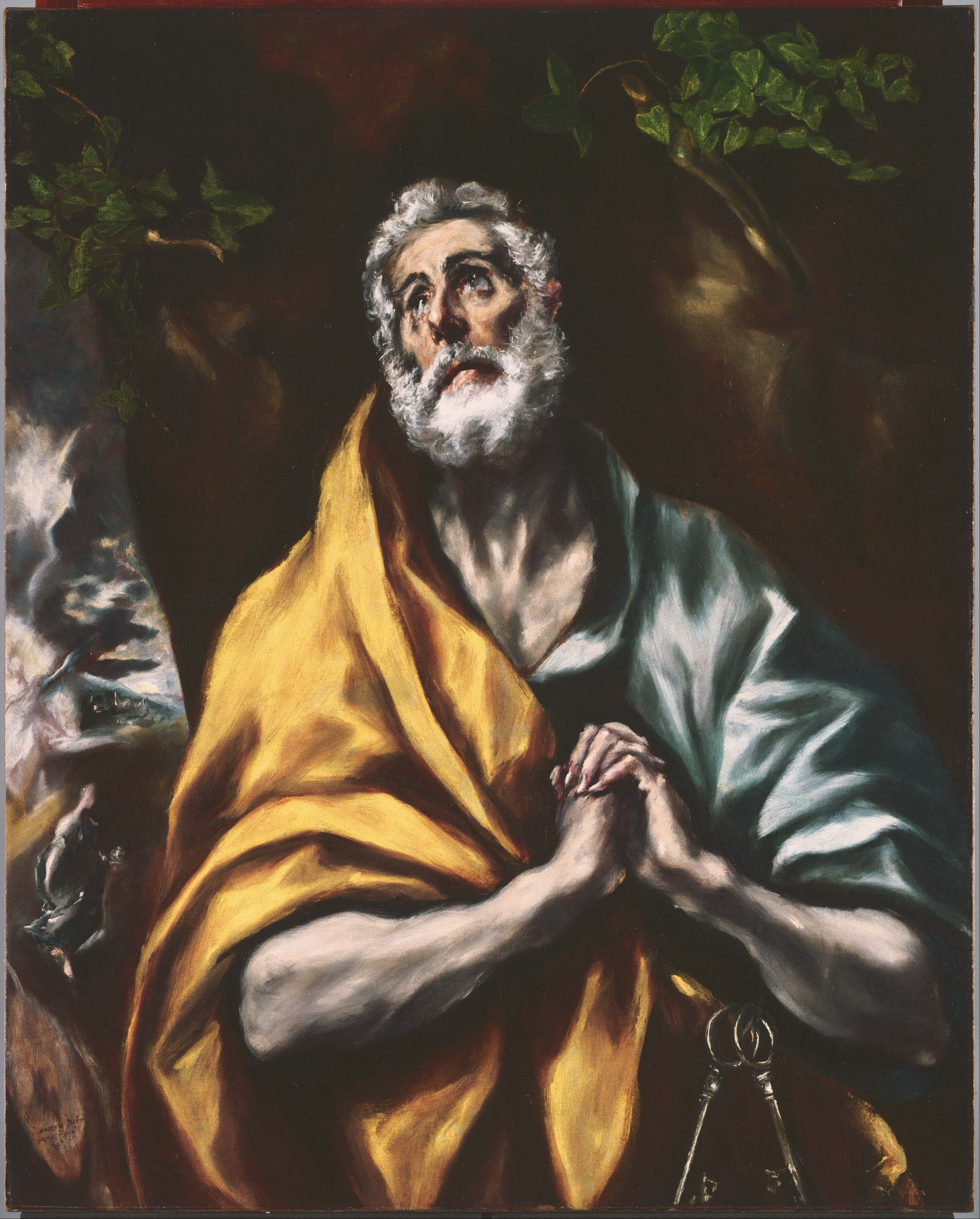
『聖ペテロの涙』（1600年代）フィリップス・コレクション、ワシントンD.C.
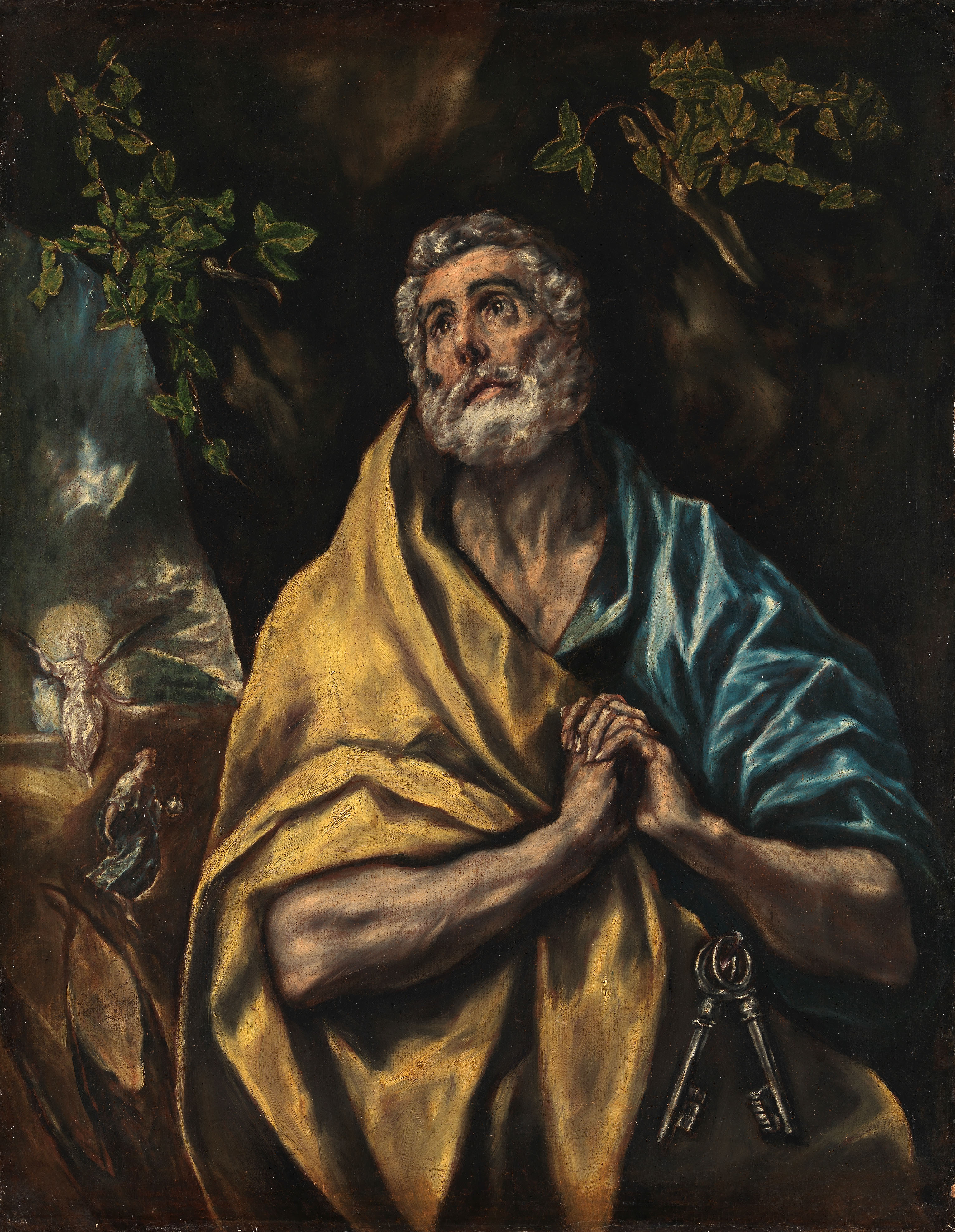
『聖ペテロの涙』（1600年代）国立美術・建築・素描美術館、スペイン
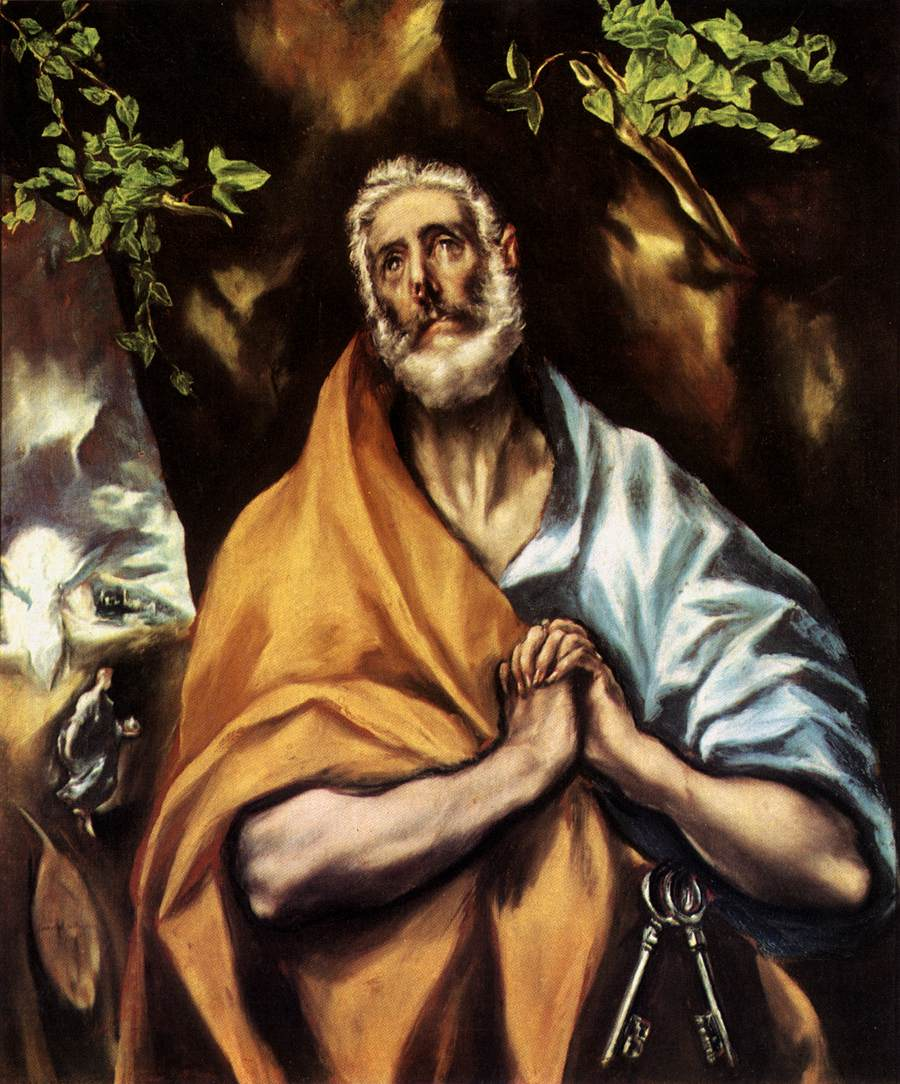
『聖ペテロの涙』（1600年代）タベーラ施療院、トレド